# Kraftwerk Duvha
Das Kraftwerk Duvha ist ein Kohlekraftwerk des staatlichen südafrikanischen Energieversorgers Eskom mit einer installierten Leistung von 3,6 GW in der Provinz Mpumalanga. Die Kraftwerksanlage besteht aus sechs Blöcken zu je 600 MW. Die Schornsteine weisen eine Höhe von 300 m auf. In Nachbarschaft zum Kraftwerk befindet sich ein Tagebau zur Kohlegewinnung.
Im Jahr 1993 wurde im Kraftwerk Duvha in der bestehenden Anlage eine Rauchgasreinigung zur Entstaubung installiert, zunächst in drei der sechs Blöcke, später auf alle Blöcke erweitert. Dies führte zu einer Reduktion der Schadstoffbelastung in der Umgebung. Im Jahr 2003 kam es im Block 2 nach einer regulären Wartung bei der erneuten Inbetriebnahme zu einer Explosion und Brand des mit Wasserstoffgas gekühlten Turbogenerators; durch die Knallgasexplosion wurde der Generator zerstört.